# Szymon Hołownia
Szymon Franciszek Hołownia (* 3. září 1976, Bělostok) je polský novinář, publicista, spisovatel a lidskoprávní aktivista. Ve volbách v letech 2020 a 2025 kandidoval na polského prezidenta. V prvním kole voleb v roce 2020 skončil se ziskem 13,3 % hlasů na třetím místě. Po této neúspěšné kandidatuře však založil svou vlastní stranu Polska 2050, se kterou velmi záhy začal získávat silnou podporu ve volebních průzkumech (se 13 % hlasů by se stala třetí nejsilnější stranou Sejmu). Parlamentních voleb 2023 se tato strana zúčastnila ve volební koalici Třetí cesta, která získala 14,4 % hlasů do Sejmu a 11,5 % do Senátu a vysnesla Hołowniu do funkce maršálka Sejmu. V prezidentských volbách v roce 2025 skončil se ziskem 4,99 % hlasů na pátém místě a ve druhém kole voleb podpořil kandidáta Občanské platformy Rafała Trzaskowsého.